# Rafael Iriondo
Rafael Iriondo Aurtenetxea (Guernica, 24 ottobre 1918 – 24 febbraio 2016) è stato un allenatore di calcio e calciatore spagnolo di ruolo attaccante.

## Carriera
Dopo aver militato nelle giovanili dell'Athletic Club, nel 1940 passa in prima squadra dove rimane per ben 13 anni e con cui riesce nella doppietta Liga/Coppa nella stagione 1942-43. Vince inoltre la Coppa tre volte di fila nel 1943, nel 1944 e nel 1945 e un'altra volta nel 1950. Nel 1953 passa ai cugini del Real Sociedad dove, dopo 28 presenze e 7 gol, termina la carriera due anni più tardi.
Con la nazionale ha giocato solo 2 amichevoli, segnando un gol.
Nel 1968 inizia la sua carriera di allenatore sedendosi sulla panchina della sua squadra del debutto, l'Athletic Club. Con i Rojiblancos conquista una Coppa del Re nel 1969. Negli anni seguenti allena l'Espanyol, il Real Zaragoza, la Real Sociedad e di nuovo l'Athletic Club. Nel 1976 si siede sulla panchina del Betis, dove conquista una storica Coppa del Re nel 1977, risultato per il quale è ancora ricordato e amato dai sostenitori del club.

## Palmarès

### Giocatore

#### Club

##### Competizioni nazionali
- Campionato spagnolo: 1

Athletic Club: 1942-1943
- Coppa di Spagna: 4

Athletic Club: 1943, 1944, 1945, 1950

### Allenatore

#### Club

##### Competizioni nazionali
- Coppa di Spagna: 2

Athletic Club: 1969
Betis: 1976-1977